# Катастрофа Ту-134 в Аммане
Катастрофа Ту-134 в Аммане — авиационная катастрофа, произошедшая в субботу 30 июня 1973 года. Авиалайнер Ту-134А авиакомпании «Аэрофлот» выполнял межконтинентальный рейс SU-512 по маршруту Амман — Бейрут — Ереван — Москва, но в момент взлёта выкатился за пределы ВПП и врезался в жилой дом. В катастрофе погибли 9 человек — 2 человека на борту самолёта из 85 (78 пассажиров и 7 членов экипажа) и 7 человек на земле.

## Самолёт
Ту-134А (регистрационный номер СССР-65668, заводской 1351306, серийный 13-06) был выпущен Харьковским авиационным заводом в 1971 году. 1 октября того же года был передан МГА СССР, которое направило его в 1-й Ереванский ОАО Армянского управления гражданской авиации. Оснащён двумя турбореактивными двигателями Д-30 производства Пермского моторного завода. На день катастрофы налетал 2822 часа.

## Экипаж
Самолётом управлял экипаж 279-го лётного отряда, его состав был таким:
- Командир воздушного судна (КВС) — Карапет Амазаспович Коштоян.
- Второй пилот — Лаврик Суренович Манукян.
- Штурман — Фараон Григорьевич Амбарцумян.
- Бортмеханик — Грачик Мкртычевич Амирбекян.
- Бортрадист — Грант Григорьевич Гегамян.
- Проверяющий — Эрник Мукучевич Григорян (заместитель командира лётного отряда).

В салоне самолёта работала стюардесса Светлана Аваковна Манучарова.

## Катастрофа
Ту-134А борт СССР-65668 должен был выполнять рейс SU-512 из Аммана в Москву с промежуточными посадками в Бейруте и Ереване, на его борту помимо 7 членов экипажа находились 78 пассажиров: 66 взрослых и 12 детей.
В Аммане стояла ясная погода, дул умеренный западный ветер, видимость была свыше 10 километров; также в городе в это время наблюдалось неполное солнечное затмение. Управлял самолётом проверяющий Григорян (находился в кресле КВС), а КВС Коштоян находился в кресле второго пилота. В 13:37 экипаж начал осуществлять взлёт с ВПП №24. Лайнер достиг скорости V1 (252 км/ч), а затем Vr (260 км/ч), о чём доложил штурман, после чего Григорян при скорости 265 км/ч оторвал переднюю стойку шасси от ВПП, о чём также доложил штурман. Но тут Григорян (как ему показалось) увидел, что приборная скорость самолёта быстро упала с 265 до 240 км/ч, поэтому вскрикнул: Что это такое!, а через несколько секунд: Отказ двигателя!, после чего принял решение прервать взлёт. В 500-550 метрах до конца ВПП был задействован реверс.
Промчавшись по всей ВПП, рейс SU-512 выкатился за пределы ВПП, подскочил на краю крутого оврага, после чего упал на склон и помчался по нему, ломая деревья и столбы, а затем в 290 метрах от торца ВПП врезался в железобетонный одноэтажный дом и остановился. Фюзеляж лайнера разорвало на три части, а кабина штурмана разрушилась на 2/3 длины. Стойки шасси разрушились, а правая плоскость крыла, отогнувшись вверх, сломалась. Дом был полностью разрушен. В подпольной части туалетов возник небольшой пожар, но прибывшая аварийная служба успела его ликвидировать. В катастрофе погибли 2 члена экипажа (штурман и бортрадист), а также 7 жильцов дома: 3 взрослых и 4 ребёнка.

## Расследование
Проверяющий уверял, что при разбеге он наблюдал падение скорости до 240 км/ч, поэтому и принял решение прервать взлёт. Снижение скорости до 240 км/ч наблюдал и КВС, хотя и не мог вспомнить точно, когда: до или после снижения режима двигателей проверяющим. Но по данным бортмеханика все двигатели работали исправно, световая сигнализация отказа не срабатывала, да и при отказе одного двигателя из двух приборная скорость не может снижаться, лишь уменьшится степень её нарастания. Бортовые самописцы также подтверждали исправную работу двигателей, а тормозной путь соответствовал нормальной работе реверса обоих двигателей. Никаких отказов других систем самолёта в этот момент также не было обнаружено. В итоге был сделан вывод, что проверяющий допустил ошибку, когда решил, что скорость самолёта упала с 265 до 240 км/ч, что не соответствовало действительности.
По мнению комиссии, когда при скорости 260 км/ч штурман доложил о скорости подъёма передней стойки (Подъём ноги), Григорян, по его собственному заявлению, был намерен произвести отрыв от ВПП при скорости 270—275 км/ч, поэтому продолжал разбег в трёхточечном положении. Когда же штурман повторно доложил: Подъём ноги, Григорян оторвал переднюю стойку шасси от ВПП. При этом подсознательно он был настроен, что подъём передней стойки шасси должен был происходить при скорости более 270 км/ч, поэтому, когда он глянул на значение скорости и увидел там значение 265 км/ч, в его голове возникла ложная мысль, что скорость начала падать (Что это такое!). Так как до конца ВПП оставалось около 500 метров, Григорян принял решение прервать взлёт и убрал режим двигателей. Значение скорости 240 км/ч отпечаталось в памяти проверяющего вероятно из-за того, что это значение он увидел после начала снижения скорости. При торможении использовалась только основная система торможения, а аварийная при этом не применялась.
По результатам исследований института медико-биологических проблем было дано заключение, что причиной нарушений в действиях пилотов могло послужить и солнечное затмение, так как изменение силы освещения оказывает негативное влияние:
1. в качестве внешнего тормоза (повышает общее напряжение организма, нарушает текущую деятельность);
2. в качестве причины изменяет уровень общего тонуса организма, в частности мышечной системы. Изменение световых факторов сопровождает изменение мышечного тонуса, что переводит активность на несколько новый уровень. Заученные действия в таком случае могут оказаться менее адекватными требованиям ситуации.